# Paul Tito
Pas d'image ? Cliquez ici

a Compétitions nationales et continentales officielles uniquement.

b Matchs officiels uniquement.
Dernière mise à jour le 4 janvier 2018.
Paul Tito, né le 1er juin 1978 à Taumarunui (Nouvelle-Zélande), fut un joueur de rugby à XV néo-zélandais. Il évoluait au poste de deuxième ligne au sein, successivement, des clubs de Taranaki, Waikato Chiefs, Hurricanes et Cardiff Blues (1,98 m pour 110 kg).

## Carrière

### En Club et province
- Taranaki, de 1998 à 2006
- Waikato Chiefs, en 1999
- Hurricanes, de 2000 à 2007
- Cardiff Blues, de 2007 à 2012

Depuis plusieurs années il était un des éléments de base du paquet d'avants des Hurricanes, jouant 84 matchs du Super 14 avec cette équipe.
Il fut également le capitaine de son club des Cardiff Blues, lors de ses dernières années au club. Paul Tito s'est retiré en 2012, à la suite d'une blessure contre Trévise le 3 mars 2012. Il cherche à présent à se reconvertir dans le domaine du rugby.
En novembre 2018, il rejoint le staff de la Section paloise en tant que consultant de la touche. Il devient entraîneur des avants en 2019, après la promotion de Nicolas Godignon au poste de co-manager. Le 9 décembre 2020, les managers Nicolas Godignon et Frédéric Manca prennent du recul et ne dirigent plus la préparation des matchs. Cette mission est alors assurée par Paul Tito, Thomas Domingo et Geoffrey Lanne-Petit. Sébastien Piqueronies est nommé manager du club à partir du 1er mai 2021. Paul Tito quitte le club et rentre en Nouvelle-Zélande à l'issue de la saison.

### Carrière Internationale
Il débute avec l'équipe de Nouvelle-Zélande des moins de 19 ans (1997), puis celle des moins de 21 ans (1998-1999).
Il joue six matchs avec les Māori de Nouvelle-Zélande. Il est sélectionné en 2000-2001, mais son premier test match est contre l'équipe des Tonga, le 2 juin 2003. Il est quatre fois capitaine des Māori néo-zélandais.
Il est également sélectionné à trois reprises par les Barbarians : deux fois en 2009, contre l'Australie et l'Angleterre, puis une troisième fois en 2011 pour affronter le Pays de Galles.

## Palmarès
- Nombre de matchs de Super Rugby : 89.